# Halāl Kolā
Halāl Kolā (persiska: هلال كلا) är en ort i Iran.   Den ligger i provinsen Mazandaran, i den norra delen av landet, 130 km nordost om huvudstaden Teheran. Halāl Kolā ligger 7 meter över havet och antalet invånare är 793.
Terrängen runt Halāl Kolā är platt. Runt Halāl Kolā är det tätbefolkat, med 286 invånare per kvadratkilometer. Närmaste större samhälle är Babol, 13,8 km öster om Halāl Kolā. Trakten runt Halāl Kolā består till största delen av jordbruksmark.